# 가이아나의 역사
가이아나의 역사는 약 35,000년 전 유라시아에서 인류가 도래하면서 시작된다. 이 이주자들은 카리브와 아라와크 부족이 되었고, 1499년 에세키보강에서 알론소 데 오헤다의 첫 스페인 원정대를 만났다. 식민지 시대에 가이아나의 정부는 스페인, 프랑스, 네덜란드, 영국 정착민들의 연속적인 정책에 의해 정의되었다.
식민지 시대에 가이아나의 경제는 처음에는 노예 노동에 의존했던 농장 농업에 집중되었다. 가이아나는 1763년과 1823년에 노예들의 반란을 겪었다. 영국은 대부분의 영국 식민지에서 노예제를 폐지하는 노예제 폐지법을 영국 의회에서 통과시켰고, 카리브해와 남아프리카의 아프리카인 80만 명 이상을 해방시켰다. 1833년 8월 28일 왕실 승인을 받았으며 1834년 8월 1일 발효되었다. 따라서, 이 역사적 법에 따라 영국령 기아나에서는 노예제도가 폐지되었다. 노동력 부족을 해결하기 위해 농장은 주로 인도 출신의 계약직 근로자들과 계약하기 시작했다. 결국, 이 원주민들은 정부와 사회에서 평등한 권리를 요구하기 위해 아프리카계 가이아나인의 노예 후손들과 힘을 합쳤다. 결국, 제2차 세계 대전 이후, 대영 제국은 해외 영토의 비식민지화를 추구했고 1966년 5월 26일 영국령 기아나에게 독립이 허락되었다.
독립 후, 포브스 버넘은 권력을 잡았고, 빠르게 가이아나를 사회주의로 이끌겠다고 약속하는 권위주의적인 지도자가 되었다. 1978년 존스타운 대학살 이후 가이아나에 대한 국제적 관심이 높아지면서 그의 권력은 약화되기 시작했다. 1985년 예상치 못한 사망 후, 1992년 투표에서 탈락하기 전에 민주적인 개혁을 실행한 데스먼드 호이트에게 평화적으로 권력이 넘어갔다.

## 식민지 이전 가이아나 및 첫 번째 접촉
가이아나에 도착한 최초의 사람들은 아마도 3만 5천년 전으로 거슬러 올라간다. 이 최초의 거주자들은 중앙아메리카와 남아메리카로 천천히 남쪽으로 이주한 유목민이었다. 크리스토퍼 콜럼버스가 항해할 당시 가이아나의 거주민들은 해안가의 아라와크족과 내륙의 카리브족의 두 집단으로 나뉘었다. 원주민들의 유산 중 하나는 기아나라는 단어였는데, 수리남(옛 네덜란드령 기아나), 프랑스령 기아나뿐만 아니라 현대 가이아나를 포괄하는 지역을 가리키는 데 자주 사용되었다. "물의 땅"을 의미하는 이 단어는 이 지역의 많은 강과 개울을 고려할 때 적절하다.
역사학자들은 아라와크족과 카리브족이 남아메리카 내륙에서 기원하여 북쪽으로 이주했으며, 처음에는 현재의 기아나로, 그 다음에는 카리브해 섬으로 이주했다고 추측한다. 주로 경작자, 사냥꾼, 어부들이었던 아라와크족은 카리브 제도 이전의 카리브해 섬으로 이주하여 이 지역 전역에 정착했다. 아라와크 사회의 평온함은 남미 내륙으로부터 호전적인 카리브가 도착함으로써 파괴되었다. 카리브인들의 호전적인 행동과 그들의 폭력적인 북부 이주가 영향을 미쳤다. 15세기 말까지 카리브족은 소앤틸리스 제도에서 아라와크족을 대체했다. 소앤틸리스 제도의 카리브인 정착도 가이아나의 향후 발전에 영향을 미쳤다. 콜럼버스 이후에 온 스페인 탐험가들과 정착민들은 아라와크족이 그들의 독립을 유지하기 위해 열심히 싸운 카리브족보다 정복하기가 더 쉽다는 것을 발견했다. 이러한 격렬한 저항은 소앤틸리스 제도에서의 금 부족과 함께 스페인인들이 대앤틸리스 제도 및 본토에 대한 정복과 정착을 강조하는데 기여했다. 다만, 스페인인들은 소앤틸레스 제도(트리니다드섬 제외)와 기아나 제도에서 스페인의 권위를 공고히 하기 위한 노력이 미약했다.

## 식민지령 기아나

1649년 경에 가이아나 지역을 묘사한 지도가 만들어졌다. 스페인령 기아나는 서쪽으로는 붉은색으로, 남동쪽으로는 포르투갈령 기아나를 노란색으로 표시했다. 신화 속의 파림 호수도 볼 수 있다.

### 초기 식민지화

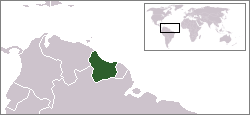
1667년부터 1814년까지 네덜란드령 기아나의 지도이다.

네덜란드인들은 오늘날의 가이아나를 정착시킨 최초의 유럽인들이었다. 네덜란드는 16세기 후반 스페인으로부터 독립했고, 17세기 초에는 소앤틸리스 제도의 신생 영국 및 프랑스 식민지와 교역하면서 주요 상업 강국으로 부상했다. 1616년 네덜란드는 가이아나 지역에 최초의 유럽인 정착촌을 세웠다. 다른 정착지들도 뒤따랐고, 보통 내륙에서 몇 킬로미터 떨어진 큰 강에 정착했다. 네덜란드 정착촌의 초기 목적은 원주민과의 무역이었다. 네덜란드의 목표는 다른 유럽 강대국들이 카리브해의 다른 지역에 식민지를 얻으면서 곧 영토를 획득하는 것으로 바뀌었다. 가이아나는 스페인인들이 정기적으로 이 지역을 순찰한다고 주장했지만, 네덜란드는 17세기 초에 이 지역을 장악했다. 네덜란드의 주권은 1648년 먼스터 조약에 의해 공식적으로 인정되었다.
1621년 네덜란드 정부는 새로 설립된 네덜란드 서인도 회사에 에세키보에 있는 교역소를 완전히 통제하도록 했다. 이 네덜란드의 상업 회사는 170년 이상 동안 에세키보라고 알려진 식민지를 관리했다. 이 회사는 1627년 베르비체강에 두 번째 식민지를 건설했다. 비록 이 민간 단체의 일반적인 관할하에 있었지만, 베르비체라는 이름의 정착촌은 따로 관리되었다. 데메라라는 1741년에 정착했고 1773년에 네덜란드 서인도 회사의 직할 식민지로 부상했다.
네덜란드 식민지 개척자들은 처음에는 카리브해 지역의 무역에 대한 전망으로 동기부여를 받았으나, 그들의 소유는 중요한 농작물 생산자가 되었다. 농업의 중요성은 1623년 15,000 킬로그램의 담배가 에세키보에서 수출되면서 나타났다. 그러나 네덜란드 식민지의 농업 생산성이 증가함에 따라 노동력 부족이 나타났다. 원주민들은 농장 작업에 제대로 적응하지 못했으며, 많은 사람들이 유럽인에 의해 유입된 질병으로 사망했다. 네덜란드 서인도 회사는 노예화된 아프리카인들의 수입으로 돌아섰고, 그들은 빠르게 식민지 경제의 핵심 요소가 되었다. 1660년대까지 노예 인구는 약 2,500명이었고, 원주민 수는 5만 명으로 추산되었다. 노예화된 아프리카인들은 식민지 경제의 필수적인 요소로 간주되었지만, 그들의 노동 조건은 잔인했다. 사망률은 높았고, 암울한 상황은 노예가 된 아프리카인들이 이끄는 반란을 6개 이상 일으켰다.
아프리카 노예들의 가장 유명한 반란인 베르비체 노예 봉기는 1763년 2월에 시작되었다. 베르비체의 칸제강에 있는 두 농장에서 노예가 된 아프리카인들이 반란을 일으켜 이 지역을 장악했다. 이후 농장이 노예가 된 아프리카인들에게 넘어가면서 유럽인들은 도망쳤고, 결국 식민지에 살던 백인들의 절반만 남았다. 코피(지금의 가이아나의 국가적 영웅)가 이끄는 탈출 노예 아프리카인들은 약 3,000명이 되었고, 유럽인들의 기아나 지배를 위협했다. 반란군은 영국, 프랑스, 신트외스타티위스섬, 네덜란드 공화국 등 주변 유럽 식민지에서 온 군대의 도움으로 패배했다. 1763년 가이아나의 혁명광장에 세워진 기념비는 봉기를 기념하는 것이다.

### 영국 통치로 전환

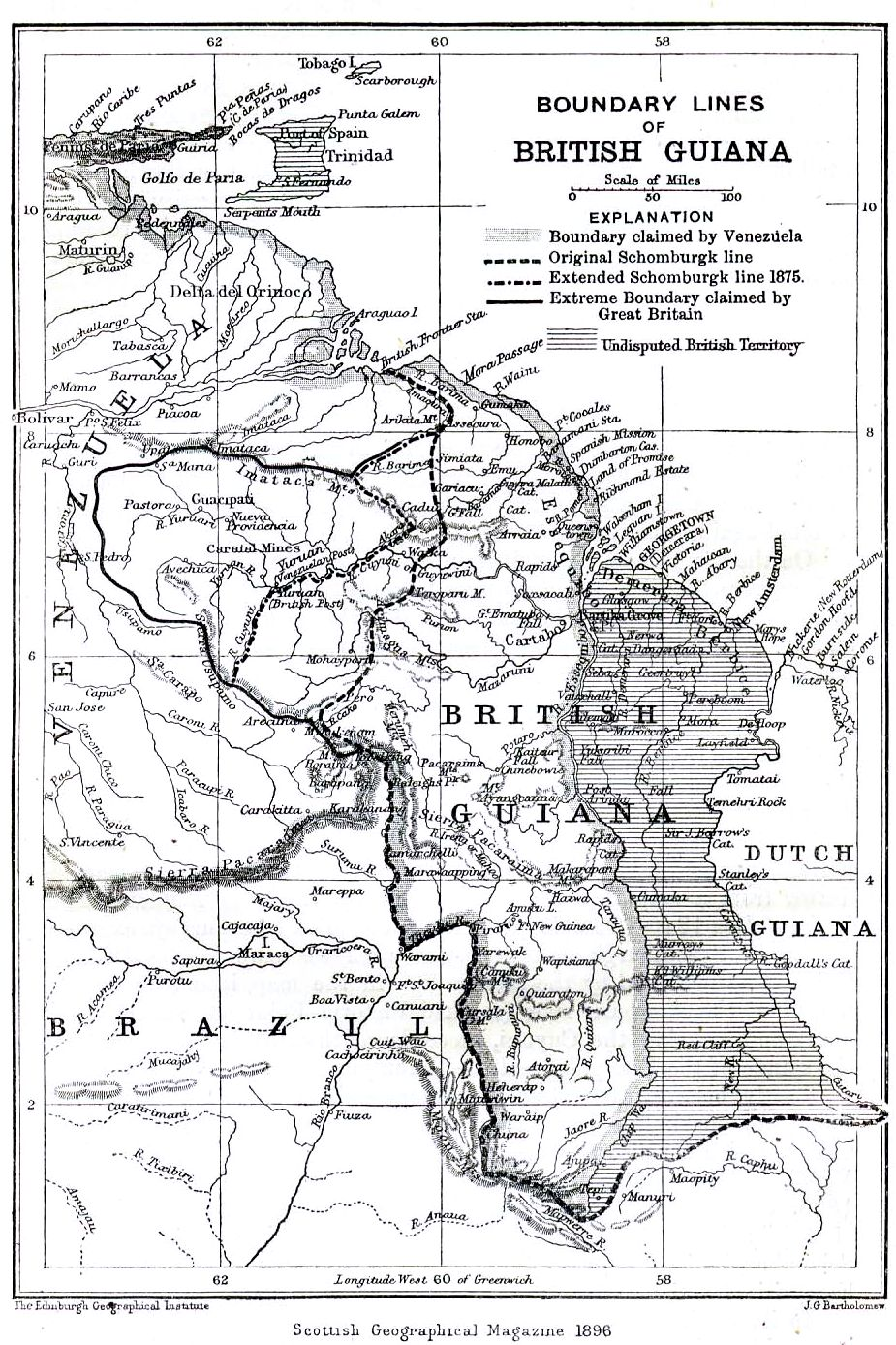
영국령 기아나 지도

1746년 네덜란드 정부는 데메라라강 인근 지역을 영국 이민자들에게 개방했다. 소앤틸리스 제도의 영국 농장주들은 열악한 토양과 침식에 시달렸고, 많은 사람들은 더 풍부한 토양과 토지 소유권에 대한 약속에 의해 네덜란드 식민지로 유인되었다. 영국인들의 유입은 너무 커서 1760년까지 데메라라 유럽 인구의 대다수를 차지했다. 1786년까지 이 네덜란드 식민지의 내정은 영국의 지배하에 있었지만, 농장 소유자의 3분의 2는 여전히 네덜란드인이었다.
데메라라와 에세키보에서 경제 성장이 가속화되면서, 농장주들과 네덜란드 서인도 회사 사이의 관계에서 긴장감이 나타나기 시작했다. 1770년대 초반의 행정 개혁은 정부 비용을 크게 증가시켰다. 그 회사는 이러한 지출을 충당하기 위해 주기적으로 세금을 인상하려고 노력했고, 그로 인해 농장주들의 저항을 불러일으켰다. 1781년 네덜란드와 영국 사이에 전쟁이 발발하여 영국은 베르비체, 에세키보, 데메라라를 점령했다. 몇 달 후, 프랑스는 네덜란드와 동맹을 맺고 식민지의 지배권을 장악했다. 프랑스는 2년 동안 통치했고, 그 기간 동안 데메라라강 어귀에 새로운 마을인 롱샹을 건설했다. 1784년 네덜란드가 권력을 되찾았을 때, 그들은 식민지의 수도를 롱샹으로 옮겼고, 그곳의 이름을 스타브룩으로 바꾸었다. 이 수도는 1812년에 영국에 의해 조지타운으로 개명되었다.
네덜란드의 통치의 복귀는 에세키보, 데메라라의 농장주들과 네덜란드 서인도 회사 사이의 갈등을 재점화시켰다. 노예세의 인상과 식민지의 사법 및 정책 평의회에 대한 그들의 대표성의 감소에 대한 계획에 방해받은 식민지 주민들은 네덜란드 정부에 그들의 불만을 고려해달라고 청원했다. 이에 대응하여, 특별 위원회가 임명되었고, 이 위원회는 시정 개념 계획이라는 보고서를 작성하기 위해 진행되었다. 이 문서는 광범위한 헌법 개혁을 요구했고, 후에 영국 정부 구조의 기초가 되었다. 그 계획은 정책 재판소로 알려진 의사결정 기구를 제안했다. 사법부는 데메라라 재판소와 에세키보 재판소의 두 재판소로 구성되었다. 정책 재판소와 사법 재판소의 구성원은 25명 이상의 노예를 소유한 회사 임원과 농장주들로 구성될 것이다. 네덜란드 위원회는 네덜란드 서인도 회사의 행정에 대해 매우 불리한 보고를 하고 네덜란드로 돌아갔다. 따라서 회사의 헌장은 1792년에 만료되었고, 데메라라와 에세키보에서 보상 개념 계획이 시행되었다. 데메라라와 에세키보 식민지로 이름이 바뀌면서 네덜란드 정부의 직할령이 되었다. 베르비케는 별개의 식민지의 지위를 유지했다.
영국의 공식적인 탈취의 기폭제는 프랑스 혁명과 그 후의 나폴레옹 전쟁이었다. 1795년 프랑스는 네덜란드를 점령했다. 영국은 프랑스에 전쟁을 선포했고 1796년 바베이도스에서 네덜란드 식민지를 점령하기 위한 원정군을 시작했다. 영국의 점령은 무혈이었고, 네덜란드 식민지의 지방 행정은 리페어 개념 계획에 의해 제공된 헌법에 따라 상대적으로 중단되지 않았다.
1796년부터 1802년까지 베르비체, 데메라라, 에세키보 연합 식민지는 영국의 지배하에 있었다. 아미앵 조약에 의해, 두 나라는 네덜란드의 지배로 돌아갔다. 그러나 평화는 오래가지 못했다. 영국과 프랑스 사이의 전쟁은 1년도 채 되지 않아 재개되었고, 1803년 연합 식민지와 베르비체는 다시 영국군에 의해 점령되었다. 1814년 런던 회의에서 두 식민지는 공식적으로 영국에 양도되었다. 1831년 베르비체와 데메라라 에세키보 식민지가 영국령 기아나로 통합되었다. 이 식민지는 1966년 독립할 때까지 영국의 지배하에 있었다.

## 독립 및 버넘 시대

### 버넘 집권
포브스 버넘 휘하의 첫 해에, 식민지의 상태는 안정되기 시작했다. 새 연립정부는 쿠바와의 외교관계를 단절하고 국내 투자자와 외국 산업에 유리한 정책을 시행했다. 그 식민지는 서구의 새로운 원조의 흐름을 기반 시설의 추가 개발에 적용했다. 1966년 5월 26일 런던에서 제헌 회의가 열렸다. 독립이 이루어졌을 때, 그 나라는 경제 성장과 상대적 국내 평화를 누리고 있었다.
새롭게 독립한 가이아나는 처음에 이웃 국가들과의 관계를 개선하려고 노력했다. 예를 들어 1965년 12월 카리브 자유 무역 협회의 회원국이 되었다. 그러나 베네수엘라와의 관계는 그리 평온하지 않았다. 1962년 베네수엘라는 1899년 국경선을 거부하고 에세키보강 서쪽에 있는 가이아나 전 지역에 대한 영유권을 다시 주장하겠다고 발표했다. 1966년, 베네수엘라는 쿠유니강에 있는 안코코섬의 가이아나 반쪽을 점령했고, 2년 후 가이아나의 서쪽 해안을 따라 해역을 차지했다.
새로운 독립 정부에 대한 또 다른 도전은 1969년 1월 루푸누니 봉기와 함께 시작되었다. 가이아나 남서부의 루푸누니 지역에서, 베네수엘라 국경을 따라, 백인 정착민들과 아메리카 원주민들이 중앙 정부에 대항하여 반란을 일으켰다. 이 지역에서 몇 명의 가이아나 경찰들이 살해되었고, 반군 대변인은 이 지역을 독립으로 선언하고 베네수엘라의 지원을 요청했다. 며칠 안에 조지타운에서 군대가 도착했고, 반란은 빠르게 진압되었다. 비록 반란은 큰 사건은 아니었지만, 그것은 새로운 국가의 근본적인 긴장과 미국의 정치와 사회 생활에서 소외된 역할을 노출시켰다.

### 협동 공화국
1968년 선거에서 PNC는 UF 없이 통치할 수 있었다. PNC는 30석, PPP는 19석, UF는 4석을 얻었다. 그러나 많은 관측통들은 선거가 PNC의 조작과 강요에 의해 망쳐졌다고 주장했다. PPP와 UF는 가이아나의 정치 지형의 일부였지만 버넘이 국가 기구를 PNC의 도구로 전환하기 시작하면서 무시되었다.
1968년 선거 후에 버넘의 정책은 그가 가이아나를 사회주의로 이끌 것이라고 발표하면서 더욱 좌익적이 되었다. 그는 게리맨더링, 투표 절차 조작, 공무원 정치화를 통해 국내 정책의 지배력을 공고히 했다. 소수 인도계 가이아나인이 PNC에 가입했지만, 집권당은 의심할 여지 없이 아프리카계 가이아나인의 정치적 의지를 구현했다. 아프리카계 가이아나인 중산층은 번햄의 좌익 성향에 불안감을 느꼈지만, PNC는 인도계 가이아나인의 지배에 대한 방패로 남아있었다. 아프리카-가이아나 공동체의 지원은 PNC가 경제를 통제하고 국가를 협동조합으로 조직하는 것을 가능하게 했다.
1970년 2월 23일 가이아나는 "협동 공화국"을 선언하고 영국 왕정과의 모든 관계를 끊었다. 총독이 국가 원수로 교체되었다. 쿠바와의 관계는 개선되었고 가이아나는 비동맹 운동의 세력이 되었다. 1972년 8월 버넘은 조지타운에서 비동맹국 외무장관 회의를 주최하였다. 그는 이 기회를 제국주의의 폐해와 남부 아프리카에서 아프리카 해방 운동을 지원해야 할 필요성을 다루는데 사용했다. 버넘은 또한 1970년대 중반에 쿠바 군대가 앙골라로 가는 도중에 가이아나를 경유지로 사용하게 했다.
1970년대 초 가이아나에서는 부정선거가 노골화되었다. PNC의 승리는 항상 일관되고 압도적으로 집권당에 투표한 해외 유권자들을 포함했다. 경찰과 군대는 인도계 가이아나인들을 위협했다. 그 군대는 투표함을 조작했다는 비난을 받았다.
1973년 영국 총선은 헌법이 개정되면서 영국 추밀원에 대한 법률적 호소가 폐지되었다. 법과 선거의 전선에서 권력을 공고히 한 후, 번햄은 가이아나의 문화 혁명을 위해 대중을 동원하는 쪽으로 방향을 틀었다. 가이아나가 외부의 도움 없이 먹고, 입는 것, 주거하는 것 자체로 느슨하게 정의되는 자립에 중점을 둔 국가 서비스 프로그램이 도입되었다.

#### 존스타운 대학살
버넘의 가이아나에 대한 통제는 존스타운 대학살이 원치 않는 국제적 관심을 불러 일으키면서 약화되기 시작했다. 1970년대에 인민사원의 지도자인 짐 존스는 가이아나 서부의 포트 카이투마 근처의 유토피아 농업 공동체인 존스타운을 형성하기 위해 그의 추종자 1,000명 이상을 샌프란시스코에서 이동시켰다. 그리스도의 인민사원은 가이아나 정부 구성원들에 의해 내륙 정착에 대한 비전과 협동 사회주의에 대한 견해를 공유하는 모범적인 농업 공동체로 간주되었다. 인민사원이 공공연히 과시하는 무기를 잘 갖추고 있다는 사실은 그 공동체가 PNC 내부 구성원들의 승인을 받았음을 암시했다. 사이비 종교 지도자들의 학대에 대한 불평은 미국 하원의원 레오 라이언이 조사를 위해 가이아나로 향하도록 자극했다. 샌프란시스코 지역 대표는 조지타운으로 돌아가기 위해 포트 카이투마에서 비행기에 탑승하던 중 인민사원 회원들에 의해 총격을 받고 사망했다. 존스와 그의 추종자 900명 이상이 집단 살인과 자살로 사망했다. 1978년 11월 존스타운 대학살은 갑자기 번햄 정부를 특히 미국으로부터 강한 외국의 감시 아래 놓이게 했다. 학살에 대한 조사는 가이아니아 정부가 광신적인 숭배와 관련이 있다는 주장으로 이어졌다.

## 같이 보기
- 아메리카의 역사